# Dunaveț (arie protejată)
Dunaveț (în ucraineană Дунавець) este o arie protejată de importanță locală din raionul Storojineț, regiunea Cernăuți (Ucraina), situată la est de satul Bănila pe Siret. Este administrată de întreprinderea de stat „Silvicultura Storojineț”.
Suprafața ariei protejate constituie 41 de hectare, fiind creată în anul 1991 prin decizia comitetului executiv regional. Statutul a fost atribuit conservării mai multor porțiuni de păduri de mesteacăn și molid. Printre vegetația ierboasă există specii enumerate în Cartea Roșie a Ucrainei.